# Wembley Cup
La Wembley Cup fou un torneig de futbol d'invitació que va tenir lloc entre el 24 i el 26 de juliol de 2009 al Wembley Stadium de Londres (Anglaterra). L'equip que va guanyar fou el Celtic FC, per davant del FC Barcelona, el Tottenham Hotspur, i l'Al-Ahly. Cada equip va jugar dos partits, amb tres punts atorgats per a una victòria i un punt per a un empat.

## Primera jornada[4]
| Celtic FC                                                          | 5 – 0 | Al-Ahly |
| ------------------------------------------------------------------ | ----- | ------- |
| Donati 31' · McDonald 39' (penalti) 58' · Maloney 49' · Killen 82' |       |         |

| FC Barcelona | 1 – 1 | Tottenham Hotspur |
| ------------ | ----- | ----------------- |
| Bojan 32'    |       | Livermore 83'     |

## Segona jornada[5]
| Al-Ahly      | 1 – 4 | FC Barcelona                                    |
| ------------ | ----- | ----------------------------------------------- |
| El-Agazy 30' |       | Bojan 15' · Rueda 40' · Jeffren 55' · Pedro 66' |

| Tottenham Hotspur | 0 – 2 | Celtic FC               |
| ----------------- | ----- | ----------------------- |
|                   |       | Killen 9' · Samaràs 40' |

## Resultats del torneig
| Pos. | Equip             | PJ | PG | PE | PP | GF | GC | Dif. | Pts. |
| ---- | ----------------- | -- | -- | -- | -- | -- | -- | ---- | ---- |
| 1    | Celtic FC         | 2  | 2  | 0  | 0  | 7  | 0  | +7   | 6    |
| 2    | FC Barcelona      | 2  | 1  | 1  | 0  | 5  | 2  | +3   | 4    |
| 3    | Tottenham Hotspur | 2  | 0  | 1  | 1  | 1  | 3  | -2   | 1    |
| 4    | Al-Ahly           | 2  | 0  | 0  | 2  | 1  | 9  | -8   | 0    |

## Golejadors
2 gols
- Scott McDonald (Celtic FC)
- Bojan Krkić (FC Barcelona)
- Chris Killen (Celtic FC)

1 gol
- Massimo Donati (Celtic FC)
- Hany El-Agazy (Al-Ahly)
- Shaun Maloney (Celtic FC)
- Jake Livermore (Tottenham Hotspur)
- Pedro Rodríguez (FC Barcelona)
- José Manuel Rueda (FC Barcelona)
- Jeffrén Suárez (FC Barcelona)
- Giorgos Samaràs (Celtic FC)